# Egemenlik, kayıtsız, şartsız milletindir
Egemenlik, kayıtsız, şartsız milletindir (Nederlands: Soevereiniteit berust onvoorwaardelijk bij het volk) is het nationaal motto van Turkije.
Turkije kent nog een motto. Yurtta sulh, cihanda sulh is Oud-Turks voor "vrede in eigen land, vrede in de wereld". Deze spreuk is de wapenspreuk van Turkije. Het is uitgesproken door Mustafa Kemal Atatürk op 20 april 1931 als principe voor de buitenlandse politiek.